# Sitticus damini
Sitticus damini är en spindelart som först beskrevs av Chyzer, Kulczynski 1891.  Sitticus damini ingår i släktet Sitticus och familjen hoppspindlar. Inga underarter finns listade i Catalogue of Life.